# Pecos, Novi Meksiko
Pecos je selo u okrugu San Miguelu u američkoj saveznoj državi Novom Meksiku. Prema popisu stanovništva SAD 2000. u ovdje je živjelo 1441 stanovnik. 

## Zemljopis
Nalazi se na 35°34′51″N 105°40′43″W / 35.58083°N 105.67861°W (35.580954, -105.678660). Prema Uredu SAD-a za popis stanovništva, zauzima 4,5 km2 površine, sve suhozemne.

## Stanovništvo
Prema podatcima popisa 2000. u Pecosu bilo je 1441 stanovnika, 542 kućanstva i 383 obitelji, a stanovništvo po rasi bili su 68,91% bijelci, 0,21% afroamerikanci, 1,39% Indijanci, 0,21% tihooceanski otočani, 26,51% ostalih rasa, 2,78% dviju ili više rasa. Hispanoamerikanaca i Latinoamerikanaca svih rasa bilo je 80,08%.